# Abbey Road Studios
Az Abbey Road Studios az EMI 1931 novemberében megnyílt londoni hangstúdiója, ami olyan zenészek révén vált világhírűvé, mint a The Beatles, Cliff Richard, Al Stewart, a Pink Floyd és a Shadows. A stúdió a St John's Wood-i Abbey Roadon található, Westminsterben.

## A stúdió története
Az 1831-ben épült György-korabeli lakóházat a Gramophone Company 1931-ben vásárolta meg, és stúdiókat alakított ki benne. A szomszédos ház szintén a stúdió tulajdona, ahol az épp ott dolgozó zenészek szállhatnak meg. Az 1900-as évek közepén Sir Malcolm Sargent karmester gyakran használta a stúdiót, amitől csak egy saroknyira lakott.
A Gramophone Company később egyesült a Columbia Graphophone Companyvel, létrehozva ezzel az EMI-t. A stúdió hivatalos neve 1970-ig csupán EMI Studios volt, ekkor vette fel az Abbey Road nevet.
A 2. stúdió 1958-ban vált a rockzene egyik központjává: Cliff Richard és The Drifters nevű zenekara (később Cliff Richard and The Shadows) ekkor vette fel Move It című dalát, az első európai rock and roll-kislemezt. Ugyancsak itt dolgozott a Beatles; az 1960-as évek közepéig Cliff Richarddal és a Shadows-zal szinte a stúdió kizárólagos tulajdonosaivá váltak. A két zenekar között barátságos küzdelem folyt a stúdióidőért.
A Beatles a későbbiekben rengeteg új felvételi technikát dolgozott ki, kiterjesztve ezzel az akkori könnyűzene határait. Az új effektek közé tartozott a flanging, a visszafelé felvett zene, az automatikus duplázás (ADT) és a feedback (visszacsatolás).
Az itt dolgozó zenekarok közül kétségkívül a Beatles a leghíresebb. 1962 és 1970 között szinte minden dalukat itt vették fel. 1969-es albumukat a stúdió előtti utcáról nevezték el (a stúdiót pedig 1970-ben az albumról). A borítón látható képet Iain MacMillan készítette 1969. augusztus 8-án. A stúdió előtti gyalogátkelőhely hamarosan a Beatles-rajongók zarándokhelyévé vált. Gyakran firkálják össze a stúdió kerítését, az utcanévtáblákat pedig rendszeresen ellopják.
Szintén itt alkotott a Pink Floyd egészen az 1970-es évek közepéig. Itt vették fel a The Piper at the Gates of Dawn (1967), az A Saucerful of Secrets (1968), a Music from the Film More (1969), az Ummagumma (1969), az Atom Heart Mother (1970), a Meddle (1971), a The Dark Side of the Moon (1972-1973) és a Wish You Were Here (1975) című albumokat. Következő itteni munkájuk a Delicate Sound of Thunder (1988) című koncertalbum keverése és a The Division Bell (1994) néhány rájátszása volt. David Gilmour 2006-ban megjelent On an Island című albumának néhány dala is itt készült. Syd Barrett két 1970-es szólóalbumának (The Madcap Laughs, Barrett) munkálatai is itt folytak.
A Shadows Live at Abbey Road című albumának borítója a Beatles-albumborító paródiája. A 2. stúdióban dolgozott még a The Hollies, Manfred Mann és a Gerry & The Pacemakers is.
A stúdióban dolgozó ismert producerek és hangmérnökök közé tartozik Sir George Martin, Geoff Emerick, Norman Smith, Ken Scott, Mike Stone, Alan Parsons, Phil McDonald, Richard Lush és az ADT feltalálója, Ken Townshend. A stúdió főhangmérnöke Chris "Vinyl" Blair volt, aki pályáját egyszerű magnókezelőként kezdte. Az évek során kitartó munkával a stúdió élére került. Karrierjének csúcspontja a Radiohead Kid A című albumáért kapott díj volt. Blair 2005. november 7-én halt meg.